# 왈테르 다니엘 베니테스
왈테르 다니엘 베니테스(스페인어: Walter Benítez,  1993년 3월 19일 ~ )는 PSV에서 뛰는 아르헨티나의 축구 선수다.